# Positivismo histórico
Na historiografia, o positivismo histórico ou documental é a crença de que os historiadores devem buscar a verdade objetiva do passado, permitindo que as fontes históricas "falem por si mesmas", sem interpretação adicional. Nas palavras do historiador francês Fustel de Coulanges, como positivista, "não sou eu quem estou falando, mas a própria história". A forte ênfase colocada pelos positivistas históricos nas fontes documentais levou ao desenvolvimento de métodos de crítica de fontes, que buscam eliminar preconceitos e revelar fontes originais em seu estado primitivo.
A origem da escola positivista histórica está particularmente associada ao historiador alemão do século XIX Leopold von Ranke, que argumentou que o historiador deveria procurar descrever a verdade histórica "wie es eigentlich gewesen ist" ("como realmente era") - embora historiadores do conceito, como Georg Iggers, argumentaram que seu desenvolvimento deveu-se mais aos seguidores de Ranke do que ao próprio Ranke.
O positivismo histórico foi criticado no século XX por historiadores e filósofos da história de várias escolas de pensamento, incluindo Ernst Kantorowicz na Alemanha de Weimar — que argumentou que "o positivismo ... enfrenta o perigo de se tornar romântico quando afirma que é possível encontrar a Flor Azul da verdade sem preconceitos” – e Raymond Aron e Michel Foucault na França do pós-guerra, que postularam que as interpretações são sempre, em última análise, múltiplas e que não haveriam uma verdade objetiva final a ser recuperada. Em seu postumamente publicado 1946 The Idea of History, o historiador inglês R. G. Collingwood criticou o positivismo histórico por confundir fatos científicos com fatos históricos, que são sempre inferidos e não podem ser confirmados pela repetição, e argumentou que seu foco na "coleção de fatos" deu aos historiadores "domínio sem precedentes sobre problemas de pequena escala", mas "fraqueza sem precedentes em lidar com problemas de grande escala".
Os argumentos historicistas contra as abordagens positivistas na historiografia incluem que a história difere de ciências como a física e a etologia na teoria e no método; que muito do que a história estuda não é quantificável e, portanto, quantificar é perder em precisão; e que métodos experimentais e modelos matemáticos geralmente não se aplicam à história, de modo que não é possível formular leis gerais (quase absolutas) na história.